# アレックス・コード
アレックス・コードことアレキサンダー・ヴィエスピ・ジュニア（Alex Cord a.k.a. Alexander Viespi Jr.、1933年5月3日 - 2021年8月9日）は、アメリカ合衆国の俳優。映画『駅馬車』リメイク版で、かつてジョン・ウェインが演じたリンゴ・キッド役やテレビドラマ『超音速攻撃ヘリ エアーウルフ』での“アークエンジェル”マイケル・コールドスミス・ブリッグス3世役で知られる。
2021年8月9日にアメリカ合衆国テキサス州にて死去した。

## 出演作品
- チャップマン報告（英語版）（1962年）
- 駅馬車（1966年）
- さそり暗殺命令（1967年）
- 暗殺（1968年）
- USAブルース（英語版）（1969年）
- 最後の手榴弾（英語版）（1969年） - キップ・トンプソン
- SF地球最後の危機（英語版）（1972年）
- 大襲来!吸血こうもり（英語版）（1972年） - スティーヴン・メイス
- 大火災（英語版）（1977年）
- 豪華客船ゴライアス号の奇跡（1981年）
- 女囚ウォリアーズ（英語版）（1982年・日本未公開）
- 超音速攻撃ヘリ エアーウルフ シーズン1、2、3（1984年 - 1986年） - アークエンジェル（マイケル・ゴールドスミス・ブリッグス三世）
- ジェシカおばさんの事件簿 シーズン3 / サーカスに死が訪れる（1986年）
- 異形生命体ファング（1988年・日本未公開）
- 殺人軍団フェイタル・ミッション/特攻大作戦4（英語版）（1988年・日本未公開）
- セクシャルサベージ（英語版）（1991年・日本未公開）
- シャドー・ブレイン/洗脳と破壊のストリート（1990年・日本未公開）
- 殺人捜査網/地獄のアレクサ（英語版）（1992年）
- ハードブロー（1993年）
- ホログラムマン（1995年・日本未公開）
- エア・レイジ（2000年）
- ファイアー・フロム・ビロウ（2009年・日本未公開）